# دیوید ناتر
دیوید ناتر (متولد ۱۹۶۰) یک کارگردان سینما و تلویزیون و تهیه کننده تلویزیونی آمریکایی است. او بیشتر برای کارگردانی قسمت‌های آزمایشی برای تلویزیون معروف است.

## کودکی و تحصیلات
ناتر در سال ۱۹۶۰ متولد شد و به دانشگاه میامی رفت.

## مسیر شغلی
کار بزرگ ناتر در سال ۱۹۹۳ بیرون آمد، وقتی او شروع به کارگردان قسمت‌هایی از پرونده‌های اکس کرد. بعد از آن به سراغ قسمت‌های آزمایشی رفت و در ساخت برنامه‌هایی چون فضا: بالا و آنسو، هزاره، خواب گرد، رزول، فرشته تاریکی، اسمالویل، تارزان، بدون اثر، دکتر وگاس، جک و بابی، سوپرنچرال، مسافر، نابودگر: ماجراهای سارا کانر، ذهن گرا و بی شرم همکاری کرد.
او هم چنین چهارمین بخش سریال کوچک دسته برادران به نام جایگزین ها را کارگردانی کرد و در جایزه کارگردانی برجسته برای یک سریال کوچک، فیلم سینمایی یا فیلم دراماتیک برای این سریال شریک شد. دیگر کارگردانی‌های برجسته او شامل "پیوستن به گروه"، نامزد جایزه امی برای قسمتی از "سوپرانوز" و فیلم "رفتار ظاهری" می‌باشد.
ناتر قسمت‌هایی از سریال "دارودسته" شامل "رستاخیز"، "عروس شاهزاده" و قسمت آخر سریال بنام "پایان" را کارگردانی کرده است.
در سال ۲۰۰۸، ال جی با استفاده از تجربیات ناتر در ساخت قسمت‌های آزمایشی، یک کمپین برای خط جدید تلویزیون‌های اچ دی خود ایجاد کرد. ال جی از ناتر خواست تا یک کلیپ به سبک تریلرهای سریال‌های تلویزیونی بسازد.
در سال ۲۰۱۱، ناتر قسمت آزمایشی "رینا میمانز" را کارگردانی کرد.
در سال ۲۰۱۲، ناتر قسمت‌های ۶ و ۷ بازی تاج و تخت (فصل ۲) را کارگردانی کرد. در سال ۲۰۱۳، او دو قسمت پایانی فصل۳ این سریال را کارگردانی کرد.
او هم چنین قسمت نمایشی سریال "پیکان" با حضور استفن امل کارگردانی کرد.